# Tjeckoslovakiens juniorishockeylandslag
Tjeckoslovakiens juniorishockeylandslag (tjeckiska: Československá hokejová reprezentace do 20 let) vann som bäst fem silvermedaljer i juniorvärldsmästerskapet. Man tog även åtta brons. Trots A-seniorernas framgångar och Tjeckoslovakiens framgångar som ishockeynation i allmänhet vann man dock aldrig J-VM.

### Fotnoter
1. ↑  ”Czechoslovakia”. National Teams of Ice Hockey. Arkiverad från originalet den 30 juni 2016. https://web.archive.org/web/20160630125706/http://www.nationalteamsoficehockey.com/czechoslovakia.html. Läst 26 juli 2015.